# 扎喀纳
扎喀纳（1611年—1659年），清朝宗室将领，舒尔哈齐第三子扎萨克图的次子。
崇德三年（1638年），跟随睿亲王多尔衮攻打明朝，破济南府、天津卫，立有战功。崇德四年，封镇国公。因为追拿内大臣多尔济属下逃人未获，降为辅国公。崇德六年，跟随皇太极攻打明朝锦州，击败明朝总督洪承畴，追击吴三桂等至塔山。崇德七年，驻防锦州。在敏惠恭和元妃丧期内，歌舞为乐，削爵幽禁，黜宗室。顺治二年（1645年），叙入关定京师军功，恢复宗籍，授辅国公品级。跟随贝勒勒克德浑攻打湖广。顺治五年，驻防大同。顺治六年，晋升为固山贝子。顺治九年，跟随敬谨亲王尼堪攻打湖南，在衡州被李定国所败，尼堪战死。顺治十一年，追论衡州败绩之罪，削爵。顺治十二年，复授辅国公品级。顺治十五年，随信郡王多尼至云南攻打明永历帝朱由榔，攻克永昌。后死于军中。

## 子孙
- 第五子：玛喀纳
  - 孙：玛稷
    - 曾孙：玛尚阿
      - 玄孙：英禄